# 樟村水库
樟村水库是中国广西壮族自治区来宾市境内的一座水库，位于红水河流域袭村河上，建于1958年。水库正常库容为807万立方米，集雨面积为17平方千米，海拔为88米。